# Giao Chỉ
Giao Chỉ (chữ Hán: 交趾) là địa danh một phần lãnh thổ Việt Nam trong lịch sử, từ thời Hùng Vương đến các kỳ thời Bắc thuộc. Nó cũng là tên Bắc Tống và Nam Tống gọi 3 nhà nước của nhà Đinh, nhà Tiền Lê, và nhà Lý từ 975 đến 1174.

## Từ nguyên
Hiện có nhiều giả thuyết về nguồn gốc của địa danh Giao Chỉ. Sau đây là một số thuyết giải nghĩa dân gian dựa trên các văn liệu, sử liệu thời cổ: 
- Theo thiên Vương Chế (王制) trong Lễ ký (禮記), hai chữ Giao Chỉ (交趾) được dùng để mô tả đặc điểm ngoại hình của các tộc Nam Man, và có thể được giải nghĩa là "chân trẹo hướng vào nhau" (James Legge)[3] hoặc "ngón chân cái... bắt chéo" (James M. Hargett).[4]
- Hậu Hán Thư (後漢書) dẫn đoạn tương tự trong Lễ ký, nhưng lại giải nghĩa Giao Chỉ là phong tục tắm chung sông của nam nữ xứ đó.[5][6]
- Đỗ Hựu trong bộ Thông điển cho rằng: "Giao Chỉ là người Nam di, ngón chân cái toạc ra, đứng thẳng hai bàn chân thì ngón chân cái giao vào nhau, cho nên gọi là Giao Chỉ (chỉ là ngón chân cái)".[7]

Dưới đây là một vài ý kiến của các học giả phương Tây về vấn đề từ nguyên Giao Chỉ:
- Theo nhà ngôn học Michel Ferlus (2009), chữ Giao trong Giao Chỉ (交趾), tộc danh của người Lào (lǎo 獠), và người Cờ Lao (仡佬) có dạng từ nguyên được phỏng đoán là *k(ə)ra:w.[8] Người Lào xưa gọi người Kinh là Keo/ Kæw kɛːwA1, hiện nay mang hàm ý hơi miệt thị sắc tộc.[8] Người Pu Péo gọi người Tày (Thái Trung tâm) ở Bắc Việt Nam trong tiếng Pu Péo (thuộc chi Kra) là kew.[9]

- Nhà ngôn học nhân chủng Frederic Pain (2008) đề xuất rằng *k(ə)ra:w có nghĩa là "con người", và gốc rễ của từ này nằm trong ngữ hệ Nam Á:[10] ông chỉ ra sự tương đồng của nó với căn tố địa phương *trawʔ [nb 1], có nghĩa là củ khoai môn. Căn tố tổ tiên này phái sinh thành nhiều từ khác nhau trong các nhánh Nam Á, chẳng hạn: nhánh Môn có krao của khẩu ngữ Môn và traw của tiếng Nyah Kur; nhánh Palaung có kraɷʔ của tiếng Tung-wa và klao của tiếng Sem; nhánh Cơ-Tu có raw của tiếng Ong và ʰraw của tiếng Souei. Theo Pain, điều này hàm ý "một phương thức canh tác cụ thể được áp dụng bởi các cộng đồng Môn-Khmer có nông nghiệp quy mô nhỏ — trái ngược với các xã hội trồng ngũ cốc phức tạp và tân tiến hơn.”[11]
  - Chú ý rằng từ taro trong tiếng Anh vốn dĩ là một từ mượn của tiếng Maori Nam Đảo, và nó có thể được dịch sang tiếng Việt thành các loại củ khác nhau như khoai môn hoặc khoai sọ. Thành tố sọ trong khoai sọ đã được Mark Alves (2020) phục nguyên như sau:

- Chuyên gia về ngôn ngữ Kra-Dai James R. Chamberlain (2016) cũng cho rằng chữ Giao và tộc danh Lào rất có thể là hai từ đồng nguyên (cognate).[12] Chamberlain, đồng ý kiến với nhà nghiên cứu Joachim Schlesinger, cho rằng tiếng Việt ban đầu không phải là thổ ngữ của đồng bằng sông Hồng. Theo họ, vùng châu thổ sông Hồng vốn là nơi sinh sống của người Tai, và rằng khu vực này chỉ bắt đầu nói tiếng Việt từ thế kỷ thứ 7 đến thế kỷ thứ 9 CN,[13] hoặc thậm chí muộn hơn vào thế kỷ thứ 10, do người nói tiếng Việt di cư lên từ phía nam, tức là từ vùng Bắc Trung Bộ hiện đại.[14][15] Theo ghi chép đời Hán-Đường, phía đông Giao Chỉ và bờ biển Quảng Đông, Quảng Tây là nơi cư trú của cộng đồng nói tiếng Tai-Kadai (người Trung Quốc đương thời gọi họ là 俚 và 獠).[16][17][18] Catherine Churchman đề xuất rằng chữ 獠 là phiên âm rút gọn của một danh xưng bản địa; nhận thấy rằng các từ 鳩獠 Qiūlǎo, 狐獠 Húlǎo và 屈獠 Qūlǎo được phục nguyên ngữ âm lần lượt là *kɔ-lawʔ, *ɣɔ-lawʔ và *kʰut-lawʔ trong giai đoạn tiếng Hán trung cổ, bà phỏng đoán danh xưng giả định phiên âm bởi từ 獠 là *klao, có lẽ liên quan đến từ klao "người" trong các ngôn ngữ Kra, hoặc là hình vị ghép của tiền tố k- chỉ "người" với đại từ *rəu số nhiều ngôi nhất "chúng tôi" của tiếng Tai nguyên thủy,[nb 2] có nghĩa là "dân tộc chúng tôi".[19] Mặc dầu vậy, Michael Churchman thừa nhận rằng "Chẳng có một sử liệu nào chép về sự biến chuyển dân số quy mô lớn, điều đó chứng tỏ một quần thể dân cư nói tiếng Nam Á tổ tiên của tiếng Việt đã tồn tại tương đối ổn định ở Giao Chỉ suốt thời Hán-Đường."[20] Các bằng chứng khảo cổ cũng chứng tỏ người Việt mới là dân tộc kế thừa văn hóa Đông Sơn có phạm vi tại đồng bằng sông Hồng, và do vậy, tổ tiên người Việt đã sinh sống ở đồng bằng sông Hồng từ lâu.[21]

## Lịch sử

### Thời Văn Lang
Giao Chỉ nguyên là tên gọi của một bộ trong số 15 bộ của nước Văn Lang thời xưa. Bộ Giao Chỉ thời Hùng Vương tương đương miền Hà Nội ngày nay và miền hữu ngạn sông Hồng.

### Thời Bắc thuộc

#### Lần thứ nhất
Triệu Đà sau khi thôn tính Âu Lạc đã chia Âu Lạc thành 2 quận là Giao Chỉ và Cửu Chân.
Khi nhà Hán đô hộ Nam Việt vào năm 111 trước Công nguyên thì đất Nam Việt cũ bị chia thành 6 quận là Nam Hải, Uất Lâm, Thương Ngô, Hợp Phố, Giao Chỉ và Cửu Chân. Đứng đầu quận là thái thú. Quận Giao Chỉ (Giao Chỉ quận) nằm trong bộ Giao Chỉ (Giao Chỉ bộ). Đứng đầu bộ Giao Chỉ là một thứ sử. Thứ sử đầu tiên là Thạch Đái. Quận trị của quận Giao Chỉ có thể ban đầu đã đặt tại Mê Linh, sau này đặt tại Liên Lâu (nay thuộc huyện Thuận Thành, tỉnh Bắc Ninh). Khi Chu Xưởng làm thái thú quận Giao Chỉ đã dời quận trị đến Long Biên.
Bộ Giao Chỉ là một cấp hành chính của nhà Tây Hán, bao trùm toàn bộ lãnh thổ cũ của nước Nam Việt cộng thêm 3 quận mới lập là Châu Nhai, Đạm Nhĩ và Nhật Nam, được đặt chính thức vào năm 106 TCN, gồm 9 quận là: Giao Chỉ, Cửu Chân, Nhật Nam (Nhật Nam được thành lập sau khi nhà Tây Hán chiếm được thêm vùng đất phía nam quận Cửu Chân), Đạm Nhĩ, Châu Nhai (Đạm Nhĩ và Châu Nhai nay thuộc đảo Hải Nam), Nam Hải, Hợp Phố, Uất Lâm và Thương Ngô (nay thuộc Quảng Tây và Quảng Đông). Năm 203 nhà Đông Hán đổi bộ Giao Chỉ thành châu Giao trên cơ sở đề nghị của thứ sử Trương Tân và Sĩ Nhiếp, thái thú quận Giao Chỉ. Tên gọi của bộ Giao Chỉ tồn tại được 300 năm (106 TCN - 203).
Theo sách Tiền Hán thư, địa lý chí thì quận Giao Chỉ gồm có 10 huyện: Luy Lâu, An Định, Cẩu Lậu, Mê Linh, Khúc Dương (Dịch?), Bắc Đái, Kê Từ, Tây Vu, Long Biên và Chu Diên. Thời Tây Hán, trụ sở quận Giao Chỉ đặt tại huyện Luy Lâu, thời Đông Hán đặt tại Long Biên. Theo nhận định của Đào Duy Anh trong Đất nước Việt Nam qua các đời (Nhà xuất bản Văn hóa Thông tin, 2005) dựa vào các sách cổ thì quận Giao Chỉ phủ kín đất Bắc Bộ ngày nay, trừ vùng thượng lưu sông Đà và thượng lưu sông Mã, đồng thời ăn sang cả vùng tây nam Quảng Tây (Trung Quốc) ngày nay. Riêng góc tây nam tỉnh Ninh Bình là địa đầu của quận Cửu Chân (nay thuộc Thanh Hóa, Nghệ An, Hà Tĩnh). Sau này nhà Hán đặt thêm quận Nhật Nam ở phía nam quận Cửu Chân (khoảng từ đèo Ngang vào đến Bình Định).
Tích Quang sang làm thái thú quận Giao Chỉ từ đời vua Hán Bình Đế (năm 1 đến năm 5) nhà Tây Hán và Nhâm Diên làm thái thú quận Cửu Chân đời vua Hán Quang Vũ Đế đều là những viên quan cai trị tốt đối với dân chúng nên được nhiều người nể trọng.
Thời Hán mạt và Tam Quốc, nhân dân quận Giao Chỉ đã nhiều lần nổi lên giết chết các thứ sử Giao Châu là Chu Phù rồi Trương Tân. Sau đó nhà Hán đã phong cho thái thú Giao Chỉ là Sĩ Nhiếp làm Tuy Nam trung lang tướng, tổng đốc 7 quận. Năm 210, Tôn Quyền nước Đông Ngô sai Bộ Chất sang làm thứ sử Giao Châu thì Sĩ Nhiếp tuân phục.
Đời vua Hán Linh Đế (168-189), Lý Tiến là người bản xứ đầu tiên làm thứ sử bộ Giao Chỉ. Lý Tiến dâng sớ xin vua cho người Giao Chỉ được bổ làm quan như người Hán. Nhưng vua Hán chỉ cho những người đỗ Mậu Tài hoặc Hiếu Liêm làm một số chức nhỏ trong xứ Giao Chỉ mà thôi.
Lý Cầm, một lính túc vệ người Giao Chỉ (sau này làm tới chức Tư lệ Hiệu úy) ra sức kêu cầu nên người Giao Chỉ mới được làm quan ở cả nơi khác.
Đại Việt sử ký toàn thư chép:

"Bấy giờ người nước Việt ta là Lý Cầm làm túc vệ ở đài, bèn rủ người đồng hương là bọn Bốc Long 5, 6 người, giữa ngày đầu năm các nước triệu hội, đến quỳ lạy ở sân điện tâu rằng:

"Ơn vua ban không đều".

"Hữu ty hỏi vì cớ gì?"

Cầm nói: "Nước Nam Việt ở xa không được trời che đất chở, cho nên mưa ngọt không xuống, gió mát không đến".

Lời ý khẩn thiết đau đớn. Vua Hán xuống chiếu an ủi, lấy một người đỗ Mậu Tài nước ta đi làm Huyện lệnh huyện Hạ Dương, một người đỗ Hiếu Liêm đi làm Huyện lệnh huyện Lục Hợp. Sau Lý Cầm làm quan đến Tư lệ Hiệu úy, Trương Trọng làm Thái thú Kim Thành. Như thế nhân tài nước Việt ta được cùng tuyển dụng như người Hán là mở đầu từ Lý Cầm, Lý Tiến vậy."

#### Khởi nghĩa hai bà Trưng
Năm 40, Trưng Trắc và Trưng Nhị dấy binh đánh đuổi thái thú Tô Định tàn ác và xưng vương. Năm 43, Mã Viện được nhà Hán phái sang đánh bại Hai Bà Trưng, đã cho dựng một trụ đồng có khắc sáu chữ: Đồng trụ chiết, Giao Chỉ diệt, nghĩa là trụ đồng đổ thì Giao Chỉ bị tuyệt diệt. Thấy thế, người Giao Chỉ qua đây, ai cũng bỏ thêm đất đá cho cột đồng càng chắc, nghe nói sau này phủ kín cả cột đồng, không biết nó ở chỗ nào nữa. Còn một cách giải thích khác là ai đi qua nhìn thấy cũng nổi lòng căm ghét, mỗi người ném một hòn đá vào cột, lâu ngày che đi.

#### Lần thứ hai
Sau khi Sĩ Nhiếp chết, năm 226, Đông Ngô đã chia Giao Châu ra làm 2 châu: Quảng Châu gồm các quận Nam Hải, Uất Lâm, Thương Ngô (trị sở tại Phiên Ngung, nay là thành phố Quảng Châu) và Giao Châu (mới) gồm các quận Giao Chỉ, Cửu Chân, Nhật Nam, Hợp Phố (trị sở tại Long Biên) và cử Sĩ Huy, con Sĩ Nhiếp làm thái thú quận Cửu Chân, nhưng Sĩ Huy không tuân lệnh mà dấy binh chiếm giữ quận Giao Chỉ. Thứ sử Giao Châu (mới) là Đới Lương (戴良) và thứ sử Quảng Châu là Lã Đại cùng hợp binh tiến đánh, dụ hàng rồi lừa giết chết mấy anh em Sĩ Huy. Khi đó Đông Ngô lại hợp nhất Quảng Châu với Giao Châu như cũ. Năm 264 lại tái lập Quảng Châu.
Năm 265, nhà Tấn cướp ngôi nhà Ngụy, cử Dương Tắc làm thái thú quận Giao Chỉ, Đổng Nguyên làm thái thú quận Cửu Chân. Năm 272, tướng Đông Ngô là Đào Hoàng đánh chiếm lại được Giao Chỉ và Cửu Chân, được làm thứ sử Giao Châu, sau này Tôn Hạo phong cho làm Giao Châu mục.
Quận Giao Chỉ lúc này có 14 huyện: Long Biên, Câu Lậu, Vọng Hải, Luy Lâu, Tây Vu, Vũ Ninh, Chu Diên, Khúc Dương, Ngô Hưng, Bắc Đái, Kê Từ, An Định, Vũ An và Quân Bình với 12.000 hộ.
Thời Lưu Tống, quận Giao Chỉ gồm 12 huyện và 4.233 hộ, là: Long Biên, Câu Lậu, Chu Diên, Ngô Hưng, Tây Vu, Định An, Vọng Hải, Hải Bình, Vũ Ninh, Luy Lâu, Khúc Dương, Nam Định (Vũ An cũ).
Thời Nam Tề, quận Giao Chỉ gồm 11 huyện: Long Biên, Vũ Ninh, Vọng Hải, Câu Lậu, Ngô Hưng, Tây Vu, Chu Diên, Nam Định, Khúc Dịch (Dương?), Hải Bình, Luy Lâu.

#### Lần thứ ba
Đến đời nhà Tùy, quận Giao Chỉ gồm 9 huyện: Tống Bình, Long Biên, Chu Diên, Long Bình, Bình Đạo, Giao Chỉ, Gia Ninh, Tân Xương và An Nhân.
Nhà Đường sau khi lên thay nhà Tùy, đã đặt ra phủ Giao Châu. Năm 679, Giao Châu đô đốc phủ đổi thành An Nam đô hộ phủ, chia làm 12 châu, trong đó có Giao Châu. Giao Châu mới bao gồm 8 huyện: Tống Bình, Long Biên, Chu Diên, Giao Chỉ, Bình Đạo, Vũ Bình, Nam Định, Thái Bình.
Huyện Giao Chỉ ra đời năm 622 do chia tách đất Tống Châu đặt ra hai huyện Giao Chỉ và Hoài Đức. Đến năm 627, đổi huyện Giao Chỉ thành Nam Từ Châu, nhập 3 huyện Giao Chỉ, Hoài Đức và Hoằng Giáo vào huyện Tống Bình.

#### Lần thứ tư
Nhà Minh vào đầu thế kỷ XV sau khi xâm chiếm Việt Nam thành lập Giao Chỉ thừa tuyên bố chính sứ ty, hay tỉnh Giao Chỉ. Lúc này tỉnh Giao Chỉ chính là nước Việt Nam thời nhà Hồ và được chia thành 15 phủ (sau tăng lên 17 phủ) và 5 châu lớn (năm 1407):
- 15 phủ: Giao Châu, Bắc Giang, Lạng Giang, Tam Giang, Kiến Bình (Kiến Hưng thời Hồ), Tân Yên (Tân Hưng thời Hồ), Kiến Xương, Phụng Hóa (Thiên Trường thời Hồ), Thanh Hóa, Trấn Man (Long Hưng thời Hồ), Lạng Sơn, Tân Bình, Diễn Châu, Nghệ An, Thuận Hóa.
- 5 châu đứng riêng: Thái Nguyên, Tuyên Hóa (Tuyên Quang thời Hồ), Gia Hưng, Quy Hóa, Quảng Oai.

Ngoài ra còn có các châu trực thuộc phủ, tổng cộng có 47 châu lớn nhỏ.
Sang năm 1408, châu Thái Nguyên và châu Tuyên Hóa được thăng làm phủ Thái Nguyên và phủ Tuyên Hóa, nâng tổng số phủ lên 17. Sau này lại bỏ phủ Diễn Châu, còn lại châu Diễn.
Như vậy phủ Giao Châu nằm trong quận Giao Chỉ (lúc này cấp phủ thấp hơn cấp quận).
Sau khi Lê Lợi đánh đuổi quân Minh lên làm vua, ông đã bỏ các đơn vị hành chính cũ và chia cả nước thành 5 đạo. Các tên gọi Giao Châu và Giao Chỉ với tư cách là những đơn vị hành chính chính thức đã chấm dứt từ đó.

### Phụ chú
1. ↑  Dựa theo phục nguyên Mon-Khmer nguyên thủy của Harry Leonard Shorto
2. ↑  Pittayaporn (2009:358, 386) phục nguyên *rawᴬ

### Dẫn nguồn
1. ↑  "Biên dịch:Tống sử/Quyển 488 – Wikisource tiếng Việt". vi.wikisource.org. Truy cập ngày 6 tháng 8 năm 2025.
2. ↑  "Biên dịch:Việt sử lược/Quyển hạ – Wikisource tiếng Việt". vi.wikisource.org. Truy cập ngày 6 tháng 8 năm 2025.
3. ↑  Lễ ký, "Vương Chế" "南方曰蠻，雕題交趾，有不火食者矣。" Bản dịch sang tiếng Anh của James Legge: "Those on the south were called Man. They tattooed their foreheads, and had their feet turned in towards each other. Some of them (also) ate their food without its being cooked."
4. ↑  "The people in the southern quarter are called Man. Their foreheads are tattooed [diaoti] and their toes are crossed [jiaozhi]. And there are people among them who do not eat cooked food." bản dịch sang tiếng Anh bởi James M. Hargett năm 2010 tác phẩm Quế Hải Ngu Hành Chí của Phạm Thành Đại. NXB Đại học Washington. tr. 209-210
5. ↑  Hậu Hán Thư, "Nam Man Tây Nam Di Liệt Truyện" trích đoạn: "禮記稱「南方曰蠻，雕題交阯」。其俗男女同川而浴，故曰交阯。"Lễ ký xưng「nam phương viết man, điêu đề giao chỉ」. Kỳ tục nam nữ đồng xuyên nhi dục, cố viết giao chỉ."
6. ↑  Châu Hải Đường 2018, tr. 186
7. ↑  Đỗ Hựu và đồng nghiệp. Thông điển, cuốn 188, trích đoạn: "極南之人雕題交趾 其俗男女同川而浴 題額也雕謂刻其肌肉用青湼之 交趾謂足大趾開闊並立相交"
8. 1 2  Ferlus (2009), tr. 4.
9. ↑  Ferlus (2009), tr. 3.
10. ↑  Pain (2008), tr. 646.
11. ↑  Frederic Pain. (2020) "”Giao Chỉ” (”Jiāozhǐ” 交趾) as a diffusion center of Chinese diachronic changes: syllabic weight contrast and phonologisation of its phonetic correlates". halshs-02956831
12. ↑  Chamberlain (2016), tr. 40.
13. ↑  Chamberlain (2000), tr. 97, 127.
14. ↑  Schliesinger (2018a), tr. 21, 97.
15. ↑  Schliesinger (2018b), tr. 3-4, 22, 50, 54.
16. ↑  Churchman (2011), tr. 70.
17. ↑  Schafer (1967), tr. 58.
18. ↑  Pulleyblank (1983), tr. 433.
19. ↑  Churchman, Catherine (2016) The People between the Rivers: The Rise and Fall of a Bronze Drum Culture, 200–750 CE. New York: Rowman & Littlefield. tr. 87-88
20. ↑  Churchman (2010), tr. 36.
21. ↑  Alves, Mark (ngày 10 tháng 5 năm 2019). "Dữ liệu đa ngành kết nối chi Việt với Văn hóa Đông Sơn". {{Chú thích tạp chí}}: Chú thích magazine cần |magazine= (trợ giúp)
22. 1 2  Phan Huy Lê và đồng nghiệp 1991, tr. 159
23. 1 2  Ban Cố, Tiền Hán thư, quyển 28 hạ, Địa lý chí (8 hạ)
24. ↑  "Bản sao đã lưu trữ". Bản gốc lưu trữ ngày 6 tháng 4 năm 2023. Truy cập ngày 19 tháng 4 năm 2023.
25. 1 2 3 4  Tấn thư, quyển 15: Địa lý chí hạ
26. 1 2  Tống thư, quyển 38, chí 28: châu quận 4
27. ↑  Nam Tề thư, quyển 14: Chí đệ 7, châu quận thượng
28. ↑  Tùy thư, quyển 31: Chí 26, địa lý hạ
29. ↑  Cựu Đường thư, quyển 41: Chí đệ 21, địa lý 4
30. ↑  Viện Sử học, sách đã dẫn, tr 62

### Tiếng Việt
- Châu, Hải Đường (2018). An Nam Truyện – Ghi chép về Việt Nam trong chính sử Trung Quốc xưa. Hà Nội: Nhà xuất bản Hội nhà văn.
- Đào, Duy Anh (2005a). Đất nước Việt Nam qua các đời. Hà Nội: Nhà xuất bản Văn hóa Thông tin.
- Đào, Duy Anh (2005b). Lịch sử cổ đại Việt Nam. Hà Nội: Nhà xuất bản Văn hóa Thông tin.
- Lê, Thành Khôi (2014). Lịch sử Việt Nam: Từ nguồn gốc đến giữa thế kỷ XX. Nguyễn Nghị & Nguyễn Thừa Hỷ biên dịch. Hà Nội & TP. Hồ Chí Minh: Nhà xuất bản Thế giới.
- Lê, Thanh Thịnh (1977). "Một vài suy nghĩ về nguồn gốc danh xưng Giao Chỉ". Nghiên cứu Lịch sử. Quyển 175. Hà Nội: Viện Khoa học Xã hội Việt Nam. tr. 77–82.
- Phan, Huy Lê; Trần, Quốc Vượng; Hà, Văn Tấn; Lương, Ninh (1991). Lịch sử Việt Nam. Quyển 1. Hà Nội: Nhà xuất bản Đại học và giáo dục chuyên nghiệp.
- Viện Sử học (2007). Vũ Duy Mền (biên tập). Lịch sử Việt Nam: Từ khởi thuỷ đến thế kỷ X. Quyển 1. Hà Nội: Nhà xuất bản Khoa học xã hội.

### Ngoại ngữ
- Chamberlain, James R. (2016). "Kra-Dai and the Proto-History of South China and Vietnam". Journal of the Siam Society. Quyển 104.
- Churchman, Michael (2010). "Before Chinese and Vietnamese in the Red River Plain: The Han–Tang Period" (PDF). Chinese Southern Diaspora Studies. Quyển 4. Bản gốc (PDF) lưu trữ ngày 9 tháng 3 năm 2021. Truy cập ngày 16 tháng 4 năm 2022.
- Ferlus, Michel (2009). "Formation of Ethnonyms in Southeast Asia". 42nd International Conference on Sino-Tibetan Languages and Linguistics. Quyển 31. tr. 1–6 – qua HAL.
- Masanari, Nishimura (2005). "Settlement patterns on the Red River plain from the late prehistoric period to the 10th century AD". Bulletin of the Indo-Pacific Prehistory Association. Quyển 25. tr. 99–107. doi:10.7152/bippa.v25i0.11920.
- Noriko, Nishino (2017). "An Introduction to Dr. Nishimura Masanari's Research on the Lung Khe Citadel". Asian Review of World Histories. Quyển 5 số 2. tr. 11–27. doi:10.1163/22879811-12340003 – qua Brill.
- Pain, Frédéric (2008). "An Introduction to Thai Ethnonymy: Examples from Shan and Northern Thai". Journal of the American Oriental Society. Quyển 128. tr. 641–662 – qua JSTOR.
- Taylor, K. (2017). "What Lies Behind the Earliest Story of Buddhism in Ancient Vietnam?". The Journal of Asian Studies. Quyển 77 số 1. tr. 107–122. doi:10.1017/S0021911817000985 – qua Cambridge University Press.
- Chamberlain, James R. (2000). "The origin of the Sek: implications for Tai and Vietnamese history" (PDF). Trong Burusphat, Somsonge (biên tập). Proceedings of the International Conference on Tai Studies, ngày 29–31 tháng 7 năm 1998. Bangkok, Thái Lan: Institute of Language and Culture for Rural Development, Đại học Mahidol. ISBN 974-85916-9-7. Truy cập ngày 29 tháng 8 năm 2014.
- An, Jiayao (2002), "When Glass Was Treasured in China", trong Juliano, Annette L.; Lerner, Judith A. (biên tập), Silk Road Studies VII: Nomads, Traders, and Holy Men Along China's Silk Road, Brepols Publishers, tr. 79–94, ISBN 2503521789
- Churchman, Catherine (2016). The People Between the Rivers: The Rise and Fall of a Bronze Drum Culture, 200–750 CE. Rowman & Littlefield Publishers. ISBN 978-1-442-25861-7.
- Churchman, Michael (2011), ""The People in Between": The Li and the Lao from the Han to the Sui", trong Li, Tana; Anderson, James A. (biên tập), The Tongking Gulf Through History, Pennsylvania: University of Pennsylvania Press, tr. 67–86, ISBN 978-0-812-20502-2
- Li, Tana (2011). "Jiaozhi (Giao Chỉ) in the Han period Tongking Gulf". Trong Cooke, Nola; Li, Tana; Anderson, James A. (biên tập). The Tongking Gulf Through History. University of Pennsylvania Press. tr. 39–53. ISBN 9780812205022.
- Fan, Chengda (2011). Hargett, James M. (biên tập). Treatises of the Supervisor and Guardian of the Cinnamon Sea: The Natural World and Material Culture of Twelfth-Century China. University of Washington Press. ISBN 0-29599-079-1.
- Hill, John E. (2009). Through the Jade Gate to Rome: A Study of the Silk Routes during the Later Han Dynasty, 1st to 2nd Centuries CE. Charleston, South Carolina: BookSurge. ISBN 978-1-4392-2134-1.
- Kiernan, Ben (2019). Việt Nam: a history from earliest time to the present. Oxford University Press.
- Loewe, Michael (1986), "The conduct of government and the issues at stake (A.D. 57-167)", trong Twitchett, Denis C.; Fairbank, John King (biên tập), The Cambridge History of China: Volume 1, The Ch'in and Han Empires, 221 BC-AD 220, Cambridge: Cambridge University Press, tr. 291–316
- Osborne, Milton (2006). The Mekong: Turbulent Past, Uncertain Future. Crows Nest: Allen & Unwin. ISBN 1-74114-893-6.
- Pulleyblank, E.G. (1983). "The Chinese and their neighbors in prehistoric and early historic times". Trong Keightly, David N. (biên tập). The Origins of Chinese Civilization. Berkeley: University of California Press.
- Reid, Anthony (1993), Southeast Asia in the Age of Commerce, quyển  2: Expansion and Crisis, New Haven: Yale University Press
- Richthofen, Ferdinand von (1944), "China", trong Hennig, Richard (biên tập), Terrae incognitae : eine Zusammenstellung und kritische Bewertung der wichtigsten vorcolumbischen Entdeckungsreisen an Hand der daruber vorliegenden Originalberichte, Band I, Altertum bis Ptolemäus, Leiden: Brill, tr. 387, 410–411
- Schafer, Edward Hetzel (1967), The Vermilion Bird: T'ang Images of the South, Los Angeles: University of California Press
- Schliesinger, Joachim (2018a). Origin of the Tai People 5―Cradle of the Tai People and the Ethnic Setup Today Volume 5 of Origin of the Tai People. Booksmango. ISBN 978-1641531825.
- Schliesinger, Joachim (2018b). Origin of the Tai People 6―Northern Tai-Speaking People of the Red River Delta and Their Habitat Today Volume 6 of Origin of the Tai People. Booksmango. ISBN 978-1641531832.
- Taylor, Keith Weller (1983). The Birth of the Vietnam. University of California Press. ISBN 978-0-520-07417-0.
- Xiong, Victor Cunrui (2009), "Jiaozhi", Historical Dictionary of Medieval China, Lanham: Scarecrow Press, tr. 251, ISBN 978-0-8108-6053-7
- Yu, Ying-shih (1986), "Han foreign relations", trong Twitchett, Denis C.; Fairbank, John King (biên tập), The Cambridge History of China: Volume 1, The Ch'in and Han Empires, 221 BC-AD 220, Cambridge: Cambridge University Press, tr. 377–463
- Yule, Henry (1995). A glossary of colloquial Anglo-Indian words and phrases: Hobson-Jobson. Routledge. ISBN 978-0-7007-0321-0.
- Young, Gary K. (2001). Rome's Eastern Trade: International Commerce and Imperial Policy, 31 BC - AD 305. London & New York: Routledge. ISBN 0-415-24219-3.
- Zürcher, Erik (2002): "Tidings from the South, Chinese Court Buddhism and Overseas Relations in the Fifth Century AD." Erik Zürcher trong: A Life Journey to the East. Sinological Studies in Memory of Giuliano Bertuccioli (1923-2001). Biên tập bởi Antonio Forte và Federico Masini. Italian School of East Asian Studies. Kyoto. Essays: Quyển 2, tr. 21–43.